# Les Chapardeurs (roman)
Les Chapardeurs (titre original : The Borrowers) est le premier roman de la série Les Chapardeurs de l'écrivaine britannique Mary Norton, paru au Royaume-Uni en 1952 et en France en 1957 chez Plon dans une traduction de Anne Green, rééditée en 1979 chez L'École des loisirs. En 2024, une nouvelle traduction par Magali Mangin parait chez Ynnis Éditions sous le titre Arrietty, le petit monde des chapardeurs, en référence au film d’animation du même nom sorti en 2010.
Le livre remporte la médaille Carnegie à sa parution.

## Présentation
Le premier tome de la saga permet de contextualiser l'histoire. Celle-ci se concentre sur la famille Horloge (ou Clock en anglais), composée d'Arietty, Pod et Homily. Ces chapardeurs vivent en empruntant régulièrement aux humains. On apprend que la famille Horloge n'est pas la seule famille de chapardeurs mais qu'ils sont bien plus nombreux. Tante Lupy, l'oncle Hendreary et Eggletina, une autre famille parentée à Homily sont citées. On apprend qu'ils ont dû émigrer car Hendreary a été « vu » par la femme de ménage. D'autres familles ont vécu également dans cette maison, mais tous sont partis pour les mêmes raisons. Seule la famille Horloge a su se faire discrète tout ce temps. 
Ce tome nous apprend donc le mode de vie des chapardeurs (basé sur l'emprunt et la discrétion) mais aussi sur leur manière de penser : ils sont dépendants des humains et ils se sentent supérieur à ceux-ci (cf. conversation entre Arietty et le garçon malade). De plus, ils ne possèdent rien et empruntent tout, jusqu’à leur nom (« Horloge » car ils vivent sous une horloge).

## Résumé
Mrs May raconte à sa petite-file, Kate, l'histoire farfelue que son jeune frère lui avait conté lorsqu'ils étaient jeunes. Celui-ci a été envoyé chez Grand-tante Sophie à cause de sa santé fragile. Arietty et ses parents Pod et Homily Clock vivent dans la maison de la vielle dame alitée et empruntent régulièrement dans celle-ci. La famille de chapardeurs est jusqu'ici parvenue à rester discrète, jusqu’au jour où Pod est « vu ». Par la suite, la famille se fait discrète mais cela n'empêchera pas Arrietty de rencontrer le jeune garçon malade et de lui parler.

## Personnages
- Arietty : jeune fille curieuse, aventureuse et joueuse. Elle tient un petit journal intime, le « Mémorandum ». Arietty est très différente de ses parents. Elle n'a pas peur des humains et aime beaucoup leur parler. Cela ne la dérange pas d'être "vu", au contraire, cela lui permet de se lier d'amitié avec les humains.
- Pod : père d'Arietty et mari de Homily. C'est un excellent emprunteur, sûrement le meilleur de tous.
- Homily : mère d'Arietty. C'est une femme très coquette mais aussi très stressée.
- Oncle Hendreary et tante Lupy : famille de chapardeurs qui a émigré, selon les rumeurs, dans un trou de blaireau.
- Eggletina : fille d'Hendreary et Lupy : selon les rumeurs, elle aurait disparu.
- Mrs May : grand-mère de Kate et grande sœur du garçon malade envoyé chez tante Sophie.
- Le jeune garçon malade : petit frère de Mrs May, ce garçon est de santé fragile. C'est un garçon gentil et curieux. Il sauvera la vie de la famille Horloge lorsque ceux-ci seront découverts.
- Kate : petite-fille de Mrs May.
- Grand-tante Sophie : parente éloignée à Mrs May. C'est dans sa maison que les chapardeurs vivent. C'est une vieille femme alitée.
- Mrs Driver : cuisinière de la maison.
- Crampful : jardinier de la maison.
- Rosa Pickhatchet : femme de ménage qui a , un jour, épousseté un chapardeur sans faire exprès.

## Lieux
- Firebank Hall : la grande maison de tante Sophie où vivent les chapardeurs